# 哈西迪猶太教
哈西迪（希伯來語：חסידות；或譯作哈西德），是猶太教正統派的一支，受到猶太神祕主義卡巴拉的影響，由18世紀東歐拉比巴尔·谢姆·托夫創立，以反對當時過於強調的守法主義猶太教。
哈西迪是組成現代猶太教極端正統派的一部分。

## 常規與文化

### 家庭
哈西迪男人和女人的結婚需藉由媒人經由一種稱為Shidduch的方式來決定。一般而言新郎與新娘的年紀需相同，約17歲至25歲；通常不允許年長的男子與年輕女孩結婚；哈西迪也強調性愛的神聖。
一般哈西迪家庭平均擁有8個小孩。

### 使用語言
大多數哈西迪在外都講當地的語言，但在自己的社群裡則使用意第緒語，因此哈西迪小孩仍然在學習意第緒語；仍然有意第緒語報紙在發行，以意第緒語寫成的小說（通常是給女性閱讀）也依然持續有人在創作。至今意第緒語電影也持續在哈西迪社群被製作出來，並立即以DVD形式發行（與以往意第緒語電影多由世俗的猶太人拍攝相異）。由於哈西迪認為希伯來語是神聖的語言，因此仍有許多哈西迪社群拒絕使用希伯來語；除了禱告和研究以外，使用希伯來語被認為是褻瀆的；所以世界各地的哈西迪在日常生活中都使用意第緒語。
使用意第緒語也是塞法迪和阿什肯納茲哈雷迪間最大的差異，塞法迪、哈雷迪不會使用意第緒語。

## 政治观点
哈西迪主流派萨图马雷世系和小众派聖城守衛（נָטוֹרֵי קַרְתָּא）都持反犹太复国主义观点，身在巴勒斯坦国（即以色列）的团体常自认犹太族巴勒斯坦国公民，并拒绝参与和以色列政府相关的任何事务，如选举。不过，二者在如何面对大屠杀否定论的问题上持不同观点：圣城守卫人认为应以善意推定的方式耐心劝导，而萨图马雷世系则像多数犹太人一样认为应拒绝feed the troll。例如，祖父母双双死于集中营的圣城守卫成員Yisroel Dovid Weiss拉比曾赴约大屠杀否定论者组织的大屠杀讨论会并向否定论者解释大屠杀的真实性以及屠杀的数字未被夸大的理据，并因此遭到包括萨图马雷世系在内的各派犹太人的批评：由于主流犹太人均拒绝参与大屠杀否定论者组织的讨论，圣城守卫人的参与和劝导不仅难以形成正面效应，反而可能帮助否定论者确立他们所组织的讨论的合法性。

## 延伸閱讀
- Elior, Rachel. . Littman Library of Jewish Civilization. 2006. ISBN 978-1-904113-04-1.
- Buber, Martin. . translated by Olga Marx; foreword by Chaim Potok Paperback: 2 volumes in 1. New York: Schocken Books. 1991-07-23 [1947]. ISBN 0-8052-0995-6. LCCN 90052921.
- Berger, Joseph. . Harper Perennial. 2014. ISBN 978-0-06-212334-3.

## 外部連結
- . . 1905.
- Map of the spread of Hasidism from 1730 and 1760–75, and its encroachment on the Lithuanian centre of Rabbinic opposition（页面存档备份，存于）